# Erhard Richter
Erhard Richter (* 26. Juli 1927 in Grenzach; † 16. Juli 2019 in Grenzach-Wyhlen) war ein deutscher Lehrer und Markgräfler Heimatforscher.

## Leben

### Familie
Die Familie Richter ist in Grenzach schon seit 1729 belegt. Er wurde als jüngerer Sohn des örtlichen Waldhüters geboren. Richter heiratete 1964 Erika Knoche und hatte mit ihr eine Tochter, Carola (* 1967).

### Ausbildung und Beruf
Er besuchte die Volksschule in Grenzach und danach die Hans-Thoma-Oberrealschule in Lörrach. 1944 musste Richter noch zum Reichsarbeitsdienst und anschließend bis Kriegsende zur Kriegsmarine, wo er bei den Schiffstransporten zur Evakuierung verwundeter Wehrmachtsangehöriger eingesetzt wurde und zweimal von der Versenkung seines Schiffes betroffen war. Nach kurzer britischer Kriegsgefangenschaft (Mai bis Dezember 1945) besuchte er 1946 wieder seine alte Schule und machte 1949 das Abitur.
Zu Beginn der 50er-Jahre studierte er Germanistik und Romanistik zunächst in Basel und Tübingen. Später in Freiburg kam noch das Fach Leibeserziehung hinzu. 1957 promovierte Richter bei Friedrich Maurer. Seine Dissertation „Die Flurnamen von Wyhlen und Grenzach in ihrer sprachlichen, siedlungsgeschichtlichen und volkskundlichen Bedeutung“ wurde 1962 als Band 11 der „Forschungen zur oberrheinischen Landesgeschichte“ von der Albert-Ludwigs-Universität Freiburg publiziert.
Richter wählte den Lehrerberuf und absolvierte sein Referendariat in Freiburg im Breisgau. Nach einer kurzen Zwischenstation in Neustadt im Schwarzwald unterrichtete er sieben Jahre am Scheffel-Gymnasium Bad Säckingen. 1969 wurde er erster Rektor des neu errichteten Gymnasiums in Grenzach und übte diese Funktion bis zu seiner Pensionierung 1990 aus, seit 1974 als Oberstudiendirektor.

### Der Theatermann
1966 war Richter Mitbegründer der Burgfestspiele Rötteln deren Vorsitzender er 36 Jahre lang war (bis 2002) und deren Ehrenvorsitzender er zuletzt war. In 17 Jahren führte Richter auch Regie und schrieb ein Bühnenstück (Markgraf Ernst und der Bauernaufstand).
Aufführungen unter Regie von E. Richter:
- 1968: Markgraf Ernst und der Bauernaufstand von Erhard Richter
- 1969: Markgraf Ernst und der Bauernaufstand von Erhard Richter
- 1970: Agnes Bernauer von Friedrich Hebbel
- 1973: Die Freier von Joseph von Eichendorff
- 1974: Die Freier von Joseph von Eichendorff
- 1975: Viel Lärm um nichts von William Shakespeare
- 1976: Der trojanische Krieg findet nicht statt von Jean Giraudoux
- 1977: Ein Engel kommt nach Babylon von Friedrich Dürrenmatt
- 1978: Ein Engel kommt nach Babylon von Friedrich Dürrenmatt
- 1979: Ein Sommernachtstraum von William Shakespeare
- 1980: Romulus der Große von Friedrich Dürrenmatt
- 1981: Mutter Courage und ihre Kinder von Bertolt Brecht
- 1982: Mutter Courage und ihre Kinder von Bertolt Brecht
- 1983: Der tolle Tag oder Figaros Hochzeit von Pierre Augustin Caron de Beaumarchais
- 1984: Nathan der Weise von Gotthold Ephraim Lessing
- 1990: Die deutschen Kleinstädter von August von Kotzebue
- 1991: Der trojanische Krieg findet nicht statt von Jean Giraudoux

### Der Heimatforscher
1980 gehörte Richter zu den Gründungsmitgliedern des Vereins für Heimatgeschichte Grenzach-Wyhlen e. V. 1983 wurden in Grenzach Reste einer Römervilla gefunden und Richter sorgte für die Errichtung eines Schutzbaus, der 1986 als Museum Römervilla eingeweiht werden konnte. Die von Richter geleitete Arbeitsgruppe Archäologie des Vereins konnte im Bereich von Grenzach – Schwörstadt – Brombach zahlreiche römische Funde an insgesamt 17 Siedlungsplätzen sichern.
1969 wurde Richter auch im Vorstand der Arbeitsgemeinschaft Markgräflerland für Geschichte und Landeskunde e. V. aktiv – zunächst als Zweiter Vorsitzender und Mitglied der Redaktion der Zeitschrift Das Markgräflerland, deren Schriftleiter er seit 1987 war. Mehr als 130 eigene Beiträge publizierte Richter in dieser Zeitschrift. 1990 übernahm er auch den ersten Vorsitz, den er bis 2011 und nochmals seit 2014 ausübte. 2011 wurde er auch zum Ehrenvorsitzenden des mittlerweile in Geschichtsverein Markgräflerland umbenannten Vereins gewählt.
1972 wurde Richter ehrenamtlicher Beauftragter für Denkmalpflege im Landkreis Lörrach.
Richter starb am 16. Juli 2019.

## Ehrungen
- 1979 Bundesverdienstkreuz am Bande
- 1982 Hebeldank des Hebelbunds Lörrach
- 1983 Ehrenplakette des Schwarzwaldvereins
- 1992 Johann Peter Hebel-Gedenkplakette der Gemeinde Hausen im Wiesental
- 1996 Ehrenmedaille des Landkreises Lörrach in Gold
- 1997 Ehrenbürger von Grenzach-Wyhlen
- 2000 Verdienstmedaille des Landes Baden-Württemberg
- 2000 Landespreis für Heimatforschung
- 2001 Goldene Ehrennadel des Bundes Deutscher Amateurtheater e. V.
- 2002 Ehrenvorsitzender der Burgfestspiele Rötteln
- 2006 Ehrenmedaille des Landesverbands Amateurtheater Baden-Württemberg
- 2011 Ehrenvorsitzender des Geschichtsvereins Markgräflerland

## Schriften
Ein umfassendes Schriftenverzeichnis existiert bislang nicht. Neben den über 100 Beiträgen in der Zeitschrift Das Markgräflerland, hat Richter auch in einer Anzahl anderer Zeitschriften (z. B.  „Vom Jura zum Schwarzwald. Blätter für Heimatkunde und Heimatschutz“, Tagebuchblätter des Vereins für Heimatgeschichte und Volkskunde e. V. Weil am Rhein; Jahresheft des Vereins für Heimatgeschichte Grenzach-Wyhlen) publiziert und auch einige Bücher veröffentlicht. Einen Überblick über die Beiträge für Das Markgräflerland gibt das Autorenregister dieser Zeitschrift.
Als Monografien sind die folgenden Titel erschienen:
- Die Flurnamen von Wyhlen und Grenzach in ihrer sprachlichen, siedlungsgeschichtlichen und volkskundlichen Bedeutung. (= Forschungen zur oberrheinischen Landesgeschichte. Band 11). Verlag E. Albert, 1962.
- Beiträge zur Geschichte von Grenzach-Wyhlen und Umgebung. Teil 1, 1999, ISBN 3-932738-14-4.
- Beiträge zur Geschichte von Grenzach-Wyhlen und Umgebung. Teil 2, 2011, ISBN 978-3-932738-54-8.
- Römische Siedlungsplätze im rechtsrheinischen Vorfeld von Augst. Ausgrabungen von 1981–2001. Schopfheim 2001.
- Die Flurnamen von Inzlingen. 2004.
- 1100 Jahre Wintersweiler. 2009.
- Die Flurnamen von Welmlingen. 2010.
- Die Flurnamen von Schallbach. 2013
- Der Markgräfler Bauernaufstand von 1524/25. Szenische Darstellung in fünf Akten. In: Das Markgräflerland. Band 2/2015, S. 5–86 Digitalisat der UB Freiburg